# Jack La Rue
Jack La Rue (3 de mayo de 1902 – 11 de enero de 1984) fue un actor teatral y cinematográfico estadounidense. 

## Biografía
Su verdadero nombre era Gaspere Biondolillo, y nació en la ciudad de Nueva York.
Se inició en el ambiente teatral neoyorquino, trabajando en siete producciones en Broadway entre 1923 y 1931, según la Internet Broadway Database. 
Posteriormente de trasladó a Hollywood, donde actuó en numerosas películas, principalmente en papeles de ladrones y gánsteres. Uno de esos papeles fue el que interpretó junto a Richard Cromwell en el drama de Universal Pictures Enemy Agent (1940). 
Jack La Rue falleció a causa de un ataque cardiaco en 1984 en Santa Mónica (California). Fue enterrado en el Cementerio de Holy Cross en Culver City, California.

## Filmografía parcial
- Night World (1932) (sin créditos)
- Virtue (1932)
- Adiós a las armas (1932)
- Hacia las alturas (1933)
- The Story of Temple Drake (1933)
- To the Last Man (1933)
- Special Agent (1935)
- Remember Last Night? (1935)
- Under the Pampas moon (1935)
- Capitanes intrépidos (1937)
- Charlie Chan in Panama (1940)
- Enemy Agent (1940)
- The Sea Hawk (1940)
- Footsteps in the Dark (1941)
- The Desert Song (1943)
- The Spanish Main (1945)
- Dakota (1945)
- Road to Utopia (1946)
- Murder in the Music Hall (1946)
- My Favorite Brunette (1947)
- No orchids for Miss Blandish (1948)
- For Heaven's Sake (1950)
- Robin and the 7 Hoods (1964)